# The Message of the Palms
The Message of the Palms è un cortometraggio muto diretto da Robert G. Vignola che vi interpreta anche il ruolo del domestico del protagonista. Gli interpreti erano Henry Hallam, Alice Hollister e Harry F. Millarde.
Il film, prodotto nel 1913 dalla Kalem Company, fu distribuito dalla General Film Company il 26 febbraio 1913.

## Produzione
Il film fu prodotto dalla Kalem Company e venne girato a Jacksonville, in Florida.

## Distribuzione
Distribuito dalla General Film Company, il film - un cortometraggio in una bobina - uscì nelle sale statunitensi il 26 febbraio 1913.